# Hiéroglyphe égyptien O10

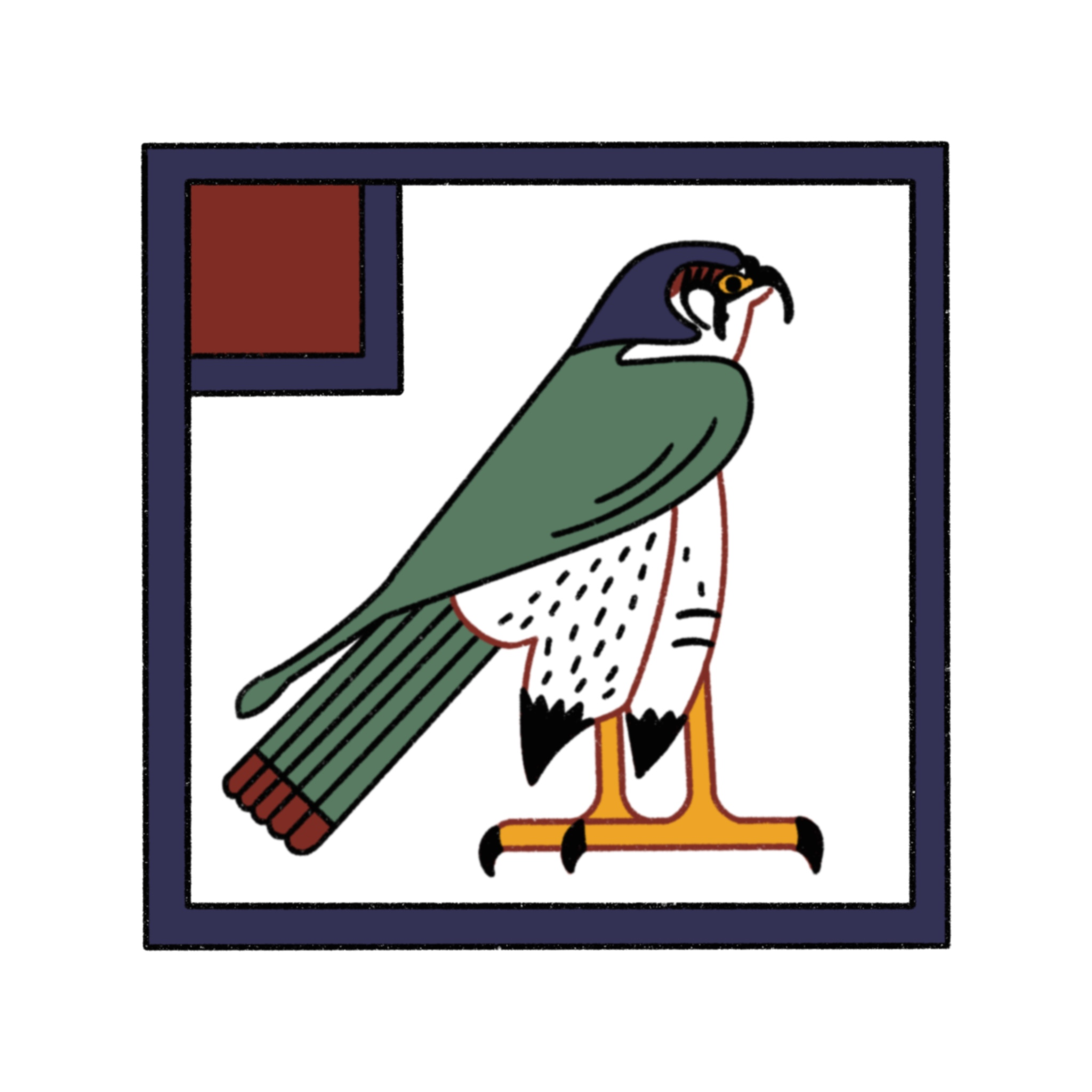
Version hiéroglyphique

Le faucon dans château, en hiéroglyphes égyptiens, est classifié dans la section O « Bâtiments, parties de bâtiments etc. » de la liste de Gardiner ; il y est noté O10.

## Représentation
Il représente la combinaison entre le plan d'un château ou d'un bâtiment important (hiéroglyphe O6) encadrant le faucon Horus (hiéroglyphe G5). Georg Möller dans sa Hieratische Paläographie ne lui attribut pas d'équivalent hiératique. Il est translittéré Ḥt-Ḥr.

## Utilisation
| O6 | Hr · r | C9 | / | O10 |

| O6 | Hr · r | C9 | / | O10 |

| O6 | t · pr |

| O6 | t · pr |

| G5 | A40 |

| G5 | A40 |

Il ne doit pas être confondu avec les hiéroglyphes :
| O6 |

| O6 |

| O7 |

| O7 |

| O8 |

| O8 |

| O9 |

| O9 |